# کریستالنی تریکومیتی
کریستالنی تریکومیتی (به انگلیسی: Chrystalleni Trikomiti) ژیمناست زادهٔ ۳۰ نوامبر ۱۹۹۳ میلادی اهل کشور قبرس است.